# Halv tolv
Halv tolv är ett kortspel som är besläktat med tjugoett och Black Jack, och som går ut på att med ett eller flera kort försöka komma så nära det sammanlagda poängvärdet 11,5 som möjligt, utan att överskrida detta tal. Essen är värda valfritt 1 eller 11 poäng, kungar, damer och knektar gäller för 0,5 poäng och övriga kort ger lika många poäng som valören.
Den deltagare som innehar rollen som spelets bankir, vilken roterar mellan deltagarna, lägger upp en insats på bordet, och ger sedan de andra ett dolt kort var. Bankiren spelar mot en spelare i taget. Den motspelare som är i tur tittar på sitt kort, sätter en egen insats och kan begära att få ett eller flera ytterligare kort. Blir poängsumman exakt 11,5 är spelarens vinst lika med insatsens belopp, och skulle summan överskridas inkasseras insatsen av bankiren. Om ingetdera inträffat, och spelaren förklarat sig nöjd och inte vill ha fler kort, ska bankiren i sin tur vända upp kort, ett i taget, ur talongen. När bankiren är nöjd visar motspelaren upp sina kort, och den som kommit närmast 11,5 vinner; vid lika poäng är det bankiren som vinner.